# 梅坪町 (豊田市)
梅坪町（うめつぼちょう）は、愛知県豊田市の町名。現行行政地名は梅坪町1丁目から10丁目。

## 地理
豊田市西部、挙母地区の東部に位置し、東は東梅坪町、北から西は西山町、南は陣中町・平芝町に接する。

## 世帯数と人口
2022年（令和4年）3月1日現在の世帯数と人口は以下の通りである。
| 町丁   | 世帯数    | 人口    |
| ------ | --------- | ------- |
| 梅坪町 | 1,543世帯 | 3,121人 |

## 学区
市立小・中学校に通う場合、学区は以下の通りとなる。
| 番・番地等 | 小学校             | 中学校               | 高等学校普通科 |
| ---------- | ------------------ | -------------------- | -------------- |
| 全域       | 豊田市立梅坪小学校 | 豊田市立梅坪台中学校 | 三河学区       |

## 歴史
加茂郡（西加茂郡）梅ケ坪村（梅坪村）を前身とする。

### 町名の由来
古代の条里制にちなむものとされる。

### 沿革

#### 大字梅坪
- 1889年（明治22年）10月1日 - 町村制による西加茂郡梅坪村が発足[1]。
- 1906年（明治39年）7月1日 - 合併に伴い、挙母町大字梅坪となる[1]。
- 1951年（昭和26年）3月1日 - 市制施行に伴い、挙母市大字梅坪となる[1]。
- 1959年（昭和34年）
  - 1月1日 - 豊田市大字梅坪となる。同時に挙母地区第1次町名変更に伴い、一部が梅坪町・落合町・川端町・京町・東梅坪町・栄町・陣中町・平芝町となる[1]。
  - 5月1日 - 挙母地区第2次町名変更に伴い、残部が逢妻町・栄生町・高原町・西山町・花丘町・若草町・貞宝町・丸根町・横山町となり廃止[1]。

#### 梅坪町
- 1959年（昭和34年）1月1日 - 大字梅坪の一部より、梅坪町が成立[1]。

## 施設
- AGC愛知工場
- ビューテック株式会社 本社
- 豊田市立梅坪小学校
- 豊田市立梅坪こども園
- 豊田市梅坪台交流館
- 梅坪神社
- 安長寺
- セブン-イレブン豊田市梅坪町店
- ファミリーマート（豊田梅坪町店、梅坪駅店）
- トヨタカローラ愛知豊田梅坪店
- マックハウス豊田梅坪店

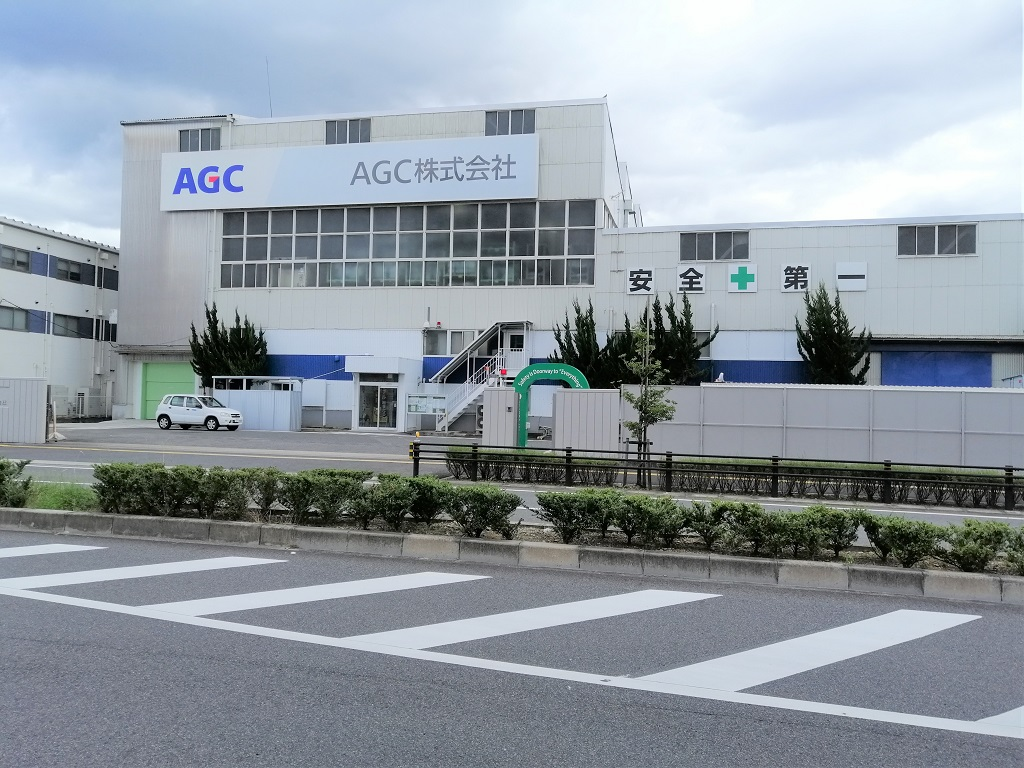
AGC愛知工場
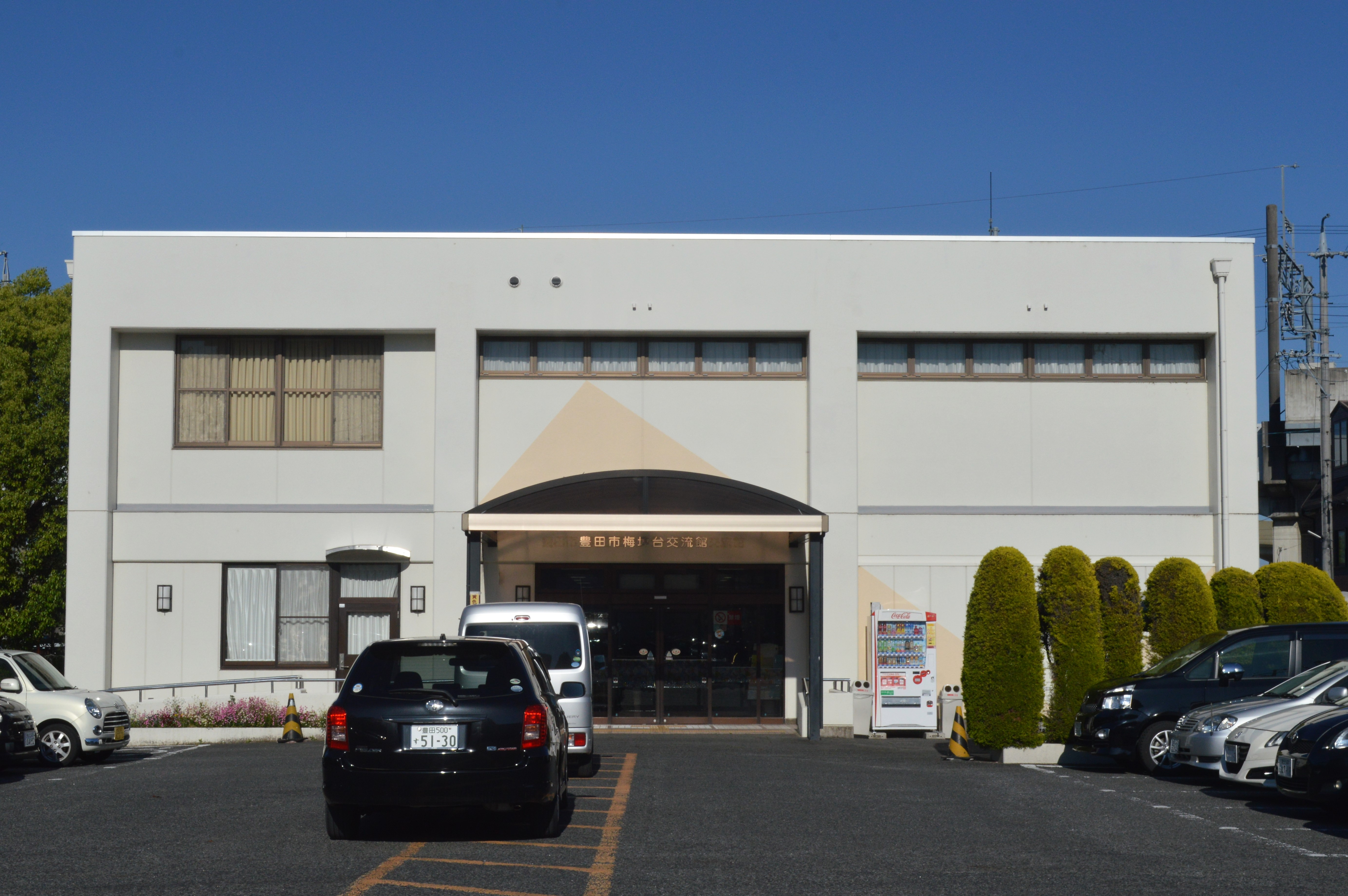
豊田市梅坪台交流館

## 交通

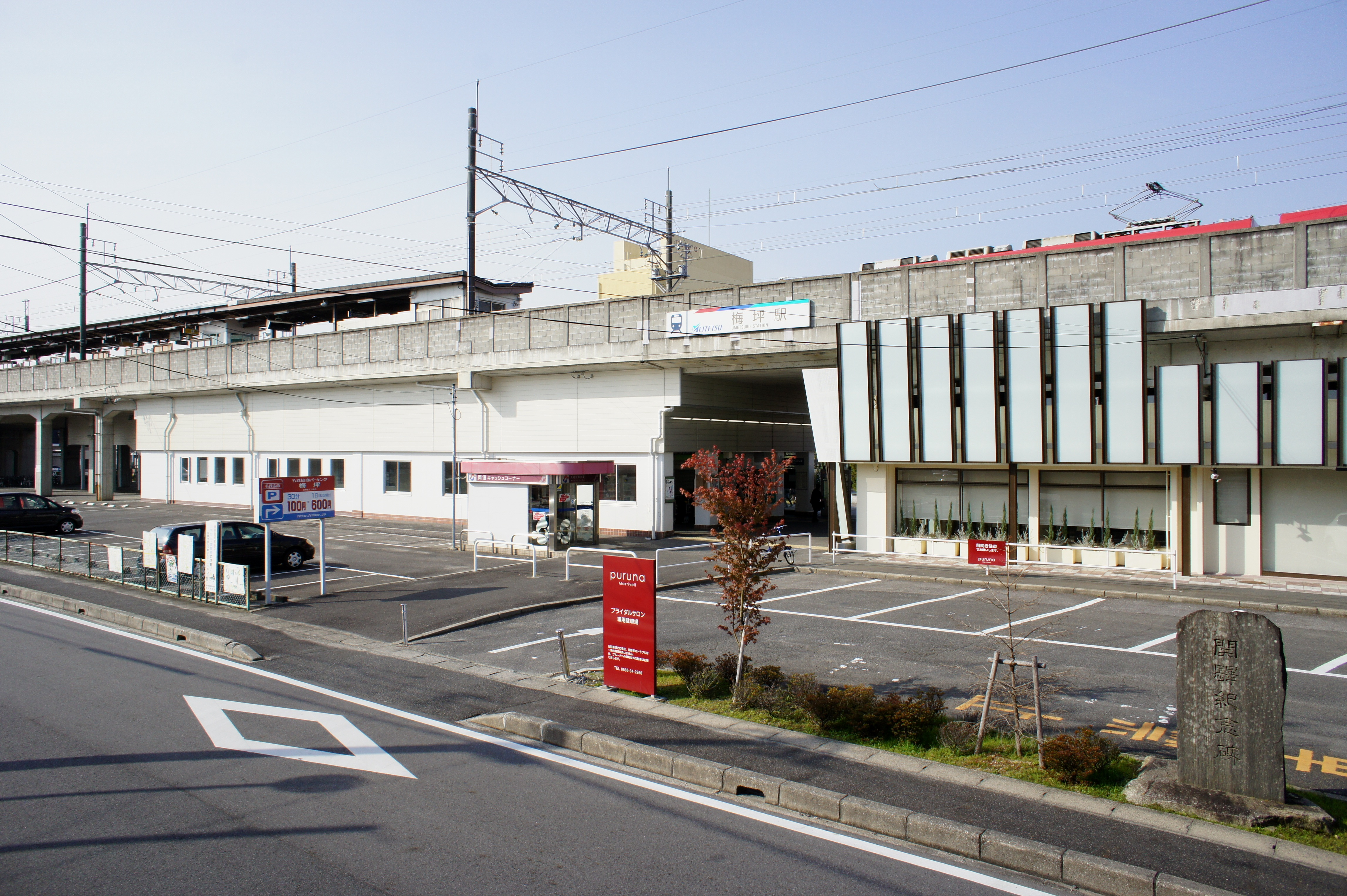
梅坪駅

### 鉄道
- 名鉄三河線・豊田線 梅坪駅

愛環梅坪駅は、隣接する東梅坪町1丁目に所在する。

### バス
- とよたおいでんバス2藤岡・豊田線（西中山経由）、2小原・豊田線：（豊田市 方面 - ）梅坪駅（ - 加茂丘高校前・藤岡中学校前・上仁木 方面）

### 道路
- 国道419号

## その他

### 日本郵便
- 郵便番号 : 471-0064[3]（集配局：豊田郵便局[8]）。